# Literatura macedońska
Literatura macedońska jako piśmiennictwo w pełni odrębne od literatury sąsiednich narodów zaczęła się rozwijać w końcu XIX w. Do XVIII–XIX w. tworzone na ziemiach macedońskich utwory wpisywały się w szerszy nurt piśmiennictwa cerkiewnosłowiańskiego, związanego z instytucjami Kościoła prawosławnego. Pierwszymi dziełami powstającymi w macedońskich dialektach południowosłowiańskich były pieśni ludowe, przekazywane ustnie, oraz opowiadania Cyryla Pejczinowicza i Joachima Kyrczowskiego powstałe w I poł. XIX w. Ich autorzy uważali się jednak za przedstawicieli jednego z regionalnych nurtów odrodzonej literatury bułgarskiej. Z postulatem utworzenia całkowicie odrębnej literatury macedońskiej i języka macedońskiego wystąpił jako pierwszy w 1903 Krste Misirkow.
Literatura w dialektach macedońskich rozwijała się w dwudziestoleciu międzywojennym mimo polityki serbizacji prowadzonej przez władze jugosłowiańskie. Najważniejszymi twórcami tego okresu byli poeci Koczo Racin, Wenko Markowski oraz Kołe Nedełkowski. Po II wojnie światowej skodyfikowany został macedoński język literacki. W literaturze pierwszych lat powojennych dominował narzucony odgórnie socrealizm, od lat 50. i 60. w literaturze macedońskiej pojawiły się utwory nawiązujące do nurtów awangardowych, podejmowane były próby utworzenia specyficznie macedońskiej syntezy tradycji z nowoczesnością. Czołowymi literatami macedońskimi byli Ante Popowski, Petre Andreewski, Żiwko Czingo, Włada Uroszewicz.

## Średniowieczne piśmiennictwo słowiańskie w Macedonii

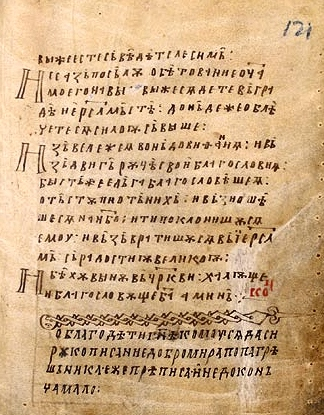
Karta z Ewangeliarza Dobromira

Literatura tego okresu związana jest przede wszystkim z monasterami, w których mnisi zajmowali się przepisywaniem i tłumaczeniem żywotów świętych (szczególnie popularne były żywoty pustelników i męczenników), tekstów liturgicznych, komentarzy teologicznych. Najważniejszymi centrami takiej działalności były monaster św. Nikity na terenie Skopijskiej Czarnej Góry, Monaster Lesnowski, klasztory w Ochrydzie. Najważniejsze zabytki piśmiennictwa cerkiewnego powstałe w Macedonii od XII do XIV w. to Ewangeliarz Dobromira, Apostoł ochrydzki, Triod bitolski, Ewangelia popa Jowana, Psałterz boloński, Ewangeliarz Radomira. Popularne, przepisywane w wielokrotnych kopiach były żywoty św. Jerzego i św. Aleksego oraz Panońskie legendy poświęcone życiu Cyryla i Metodego. Niezależnie od tekstów powstających w kręgu Cerkwi prawosławnej rozwijała się literatura apokryficzna, zwłaszcza bogomilska, zwalczana przez władze państwowe i instytucje kościelne. Z literatury tej przetrwały m.in. Słowo o Awramie, Słowo o życiu i śmierci Awrama, Samson i Dalila, Słowo o Św. Trójcy, Widzenie apostoła Pawła, Cuda Świętej Bogurodzicy oraz zbiór Mędrzec, poruszający tematykę pochodzenia człowieka i świata.
W Macedonii powstawała również literatura świecka, czerpiąca inspirację z piśmiennictwa bizantyjskiego i łacińskiego. Dobrze znana była historia wojny trojańskiej i opowiadania o Ezopie oraz Aleksandrze Macedońskim. W tekstach tych przedstawiany był obraz ówczesnego życia macedońskich feudałów. Odrębnymi krótkimi formami literackimi były inskrypcje, głównie nagrobne, w których opisywano najważniejsze wydarzenia związane ze zmarłymi dla ich upamiętnienia.

## Literatura okresu panowania tureckiego - do bułgarskiego odrodzenia narodowego
Na ziemiach macedońskich pod panowaniem tureckim kultura słowiańska nadal rozwijała się przy cerkwiach i klasztorach prawosławnych. Najważniejszymi centrami były monaster w Lesnowie, monaster Treskawec, Bigorski monaster św. Jana Chrzciciela, monaster Slepcze, monaster Matejcze i monaster św. Prochora Pczinskiego. Literatura słowiańska napływała na te tereny również z trzech słowiańskich klasztorów na Athosie: Zografu, Chilandaru i św. Pantelejmona. W XVI–XVIII w. popularne w Macedonii stały się tłumaczone z greckiego zbiory kazań, których tłumacze posługiwali się lokalnym językiem mówionym. Z XVI w. pochodzą Klimentowa gramota, Slepczenski pismownik, Makedonski damaskin, z XVII w. Tikweski zbornik, z przełomu XVII i XVIII w. Treskawecki kodik. Przetrwały również słowiańskie kroniki, kodeksy i rejestry darczyńców na rzecz instytucji Cerkwi.
W Macedonii rozwijała się ustna literatura ludowa, głównie pieśni epickie opisujące życie codzienne z jego radościami i smutkami, tradycje lokalne, wyrażające tragiczne dzieje Macedonii i tęsknotę za wolnością. Pieśni i opowiadania epickie były przekazywane z pokolenia na pokolenia i do XIX w. odegrały znaczącą rolę w procesach odrodzenia narodowego Słowian macedońskich.

## Bułgarskie odrodzenie narodowe w Macedonii

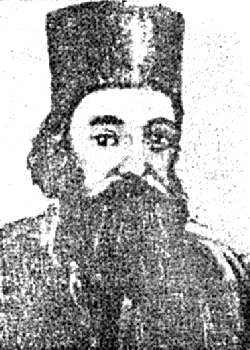
Cyryl Pejczinowicz

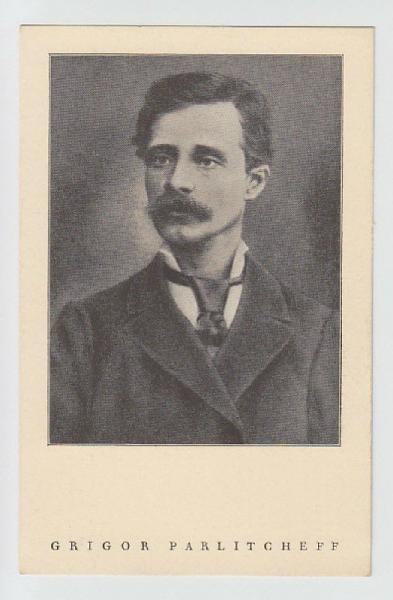
Grigor Pyrliczew

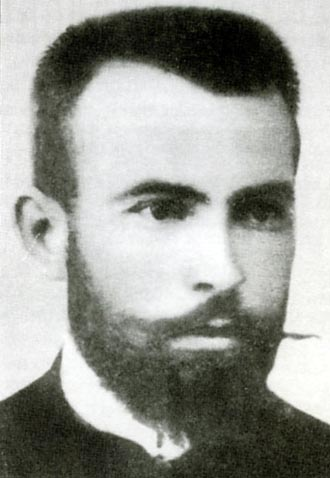
Krste Misirkow

Do połowy XIX w. macedońscy prawosławni Słowianie nie mieli wykrystalizowanej świadomości narodowej. Dla ich określenia posługiwano się nazwą Bułgarzy, co nie implikowało całkowitej jedności z narodem bułgarskim, lecz podkreślało bliskość językową, kulturalną i wyznaniową, wzmacnianą jeszcze przez wspólne działania na rzecz utworzenia Egzarchatu Bułgarskiego i walkę z dominacją Greków nad bałkańskimi Słowianami. Po utworzeniu Egzarchatu inteligencja macedońska coraz wyraźniej dystansowała się od bułgarskiej, uznając, że Macedończycy byli odrębnym narodem, Bułgarzy zaś dążyli do dominacji nad nimi.
Do tego momentu działalność twórców słowiańskich w Macedonii wpisywała się w nurt bułgarskiego odrodzenia narodowego. Przykładem tego są utwory ihumena Cyryla Pejczinowicza oraz Joachima Kyrczowskiego, autorów opowiadań pisanych w miejscowym dialekcie. Podobnie urodzony w Ochrydzie Grigor Pyrliczew, który rozpoczął karierę literacką, pisząc po grecku, zaangażował się w bułgarski ruch narodowy, pisał po bułgarsku, przełożył jednak również Iliadę na lokalny dialekt macedoński.
Wyrazem rozwoju odrębnego macedońskiego ruchu narodowego była publikacja słowników, w których ludowy język używany w Macedonii określano jako całkowicie niezależny od sąsiednich. Dwa takie słowniki oraz gramatykę języka macedońskiego wydał Georgi Pulewski, który opracowywał również historię Macedonii i elementarz. Posługiwał się on dialektem typowym dla regionu Debaru, z którego pochodził. Pieśni ludowe spisywali Spiro Gułapczew, Trajko Kitanczew i Eftim Sprostranow. Autorzy deklarujący pisanie w języku macedońskim posługiwali się różnymi lokalnymi dialektami, jednolita norma języka literackiego nie istniała.
Decydujące znaczenie dla rozwoju literackiego języka macedońskiego odegrało wystąpienie Krste Misirkowa, który w wydanej w 1903 pracy O macedońskich sprawach wzywał do walki o niepodległą Macedonię, autonomiczną w granicach Turcji, w tym od Bułgarii, mimo faktu, że jeszcze niedawno Macedończycy i Bułgarzy uważali się za jedną grupę. Apelował również o wypracowanie literackiego języka macedońskiego opartego na gwarach bitolsko-prilepskich, najsilniej różniących się od języka bułgarskiego i języka serbsko-chorwackiego, przyjęcie zasady ortografii fonetycznej z nielicznymi odstępstwami, wzbogacenie języka o słowa z innych macedońskich gwar.

## Dwudziestolecie międzywojenne i II wojna światowa
Ziemie zamieszkiwane przez Słowian macedońskich znalazły się po I wojnie światowej w granicach Jugosławii. Władze serbskie dążyły do asymilacji Macedończyków, przede wszystkim poprzez szkolnictwo, w którym obowiązywał język serbski. Macedońscy pisarze i poeci tworzyli w ojczystych dialektach, lecz szerszy rozgłos mogły zdobyć jedynie utwory pisane po serbsku lub bułgarsku. Od 1920 zrzeszali się w towarzystwie literackim „Ilinden”, zaś od 1936 w Zagrzebiu działała macedońska organizacja oświatowo-kulturalna „Wardar”.
Najważniejszym macedońskim twórcą okresu międzywojennego był poeta Koczo Racin, publikujący głównie po serbsku, a piszący także po bułgarsku i w ludowym języku macedońskim (teksty te, w tym zbiory Pieśni dla Racy, Antologia cierpienia, Fajerwerk, opublikowane zostały pośmiertnie. Innymi znaczącymi poetami debiutującymi przed II wojną światową byli Kołe Nedełkowski i Wenko Markowski. Dramaty tworzyli Anton Panow, Wasil Iljoski (autor pierwszej macedońskiej komedii pt. Uciekinierka) i Risto Krłe. Nadal nie istniała jednolita norma języka literackiego, w użyciu były różne dialekty (kumanowski, struski, skopijski).
Z okresu II wojny światowej pochodzi tworzona w ludowym języku poezja partyzancka. Pisali ją poeci działający przed wojną (Racin, Nedelkowski do śmierci w 1941, Markowski) i młodsi twórcy, jak Aco Szopow, Sławko Janewski, Mite Bogoewski, Aco Karamanow.

## Okres powojenny

### Kodyfikacja języka macedońskiego
Prace nad wypracowaniem jednolitej normy literackiego języka macedońskiego zostały podjęte z inicjatywy tymczasowego rządu Jugosławii w końcu 1944. Ruch ten wymierzony miał być w Bułgarów. Pierwsza propozycja komisji, zasadniczo powtarzająca postulaty Misirkowa z 1903, nie weszła faktycznie w życie. Ostateczną normę literacką podano do wiadomości w czerwcu 1945. Jej kształt budził od początku kontrowersje i pozostaje tematem dyskusji, nie uwzględniono bowiem dorobku najważniejszych twórców macedońskich poprzednich dekad. Literatura macedońska po 1945 powstawała z jednej strony przy poszanowaniu zasad gramatycznych ustalonych przez komisję, z drugiej zaś - czerpiąc inspirację z dialektów i gwar.

### Literatura macedońska po 1945
Bezpośrednio po II wojnie światowej największą rolę w piśmiennictwie macedońskim odgrywała poezja, tworzona przez autorów, którzy rozpoczęli działalność literacką podczas wojny. W prozie najpopularniejszym gatunkiem było opowiadanie; uprawiali go Włado Maleski, Sławko Janewski, Jowan Boszkowski, Georgi Abadżiew, Kole Czaszule. Pierwszą powojenną powieść napisał Janewski - była to opublikowana w 1952 Wieś za siedmioma jesionami. Najważniejszymi tematami w literaturze tego okresu była zakończona wojna, walka partyzantów, odbudowa kraju ze zniszczeń. Obowiązywała poetyka socrealistyczna i służebność literatury względem partii socjalistycznej.
Przemiany polityczne w Jugosławii w latach 50. i 60. sprzyjały rozwojowi literatury macedońskiej, możliwe stały się również kontakty twórców z artystami zachodnioeuropejskimi. Okres ten, tzw. druga fala, charakteryzował realizm z motywami z folkloru ludowego, pojawienie się liryki intymnej, adaptacja nurtów awangardowych na grunt macedoński. Najważniejszymi twórcami tego okresu byli Ante Popowski, Srbo Iwanowski, Gane Todorowski (poeci), Błagoja Iwanow, Simon Drakul, Dimityr Solew (prozaicy).
Kolejne pokolenie macedońskich twórców dążyło do syntezy elementów tradycyjnych, czerpiących z twórczości ludowej oraz z tradycji prawosławnej, z nowoczesnymi środkami wyrazu, absurdem, groteską, fantastyką, poetyką surrealistyczną (inspirowaną literaturą serbską i francuską). Stale powracały tematy polityczne i społeczne. Prozę uprawiali w tym okresie Petre Andreewski, Żiwko Czingo, Władimir Kostow, Taszko Georgiewski, Petar Sziriłow, Branko Waroszlija, Bożin Pawłowski, Metodija Fotew, zaś poezję - również Andreewski, Włada Uroszewicz, Radowan Pawłowski.
Wśród twórców literatury macedońskiej kolejnego pokolenia (lata 80.) wyróżniali się Jadranka Władowa, Dimityr Baszewski, Wase Manczew (pisarze) i Atanas Wangełow, Risto Jaczew, Branko Cwetkoski, Sante Stojczewski, Katica Czulawkowa, Todor Czałowski, Eftim Kletnikow.